# Orangedale
Orangedale est un village canadien situé dans le comté d'Inverness, sur l'île du Cap-Breton en Nouvelle-Écosse. Orangedale comprend les hameaux suivants: Alba, West Alba, Gillis Cove, Orangedale East, South Side Whycocomagh Bay et Whycocomagh Portage.